# Thinophilus imperialis
Thinophilus imperialis är en tvåvingeart som först beskrevs av Charles Howard Curran 1924.  Thinophilus imperialis ingår i släktet Thinophilus och familjen styltflugor. Inga underarter finns listade i Catalogue of Life.